# Friedrich Digeon von Monteton (Rat)
Friedrich Karl August Freiherr (Baron) Digeon von Monteton  (* 4. Februar 1786 in Priort; † 28. Juli 1865 ebenda) war Mitglied des Preußischen Herrenhauses, Domherr zu Brandenburg, Hauptritterschaftsdirektor, preußischer Regierungs- und Ökonomie-Rat.

## Leben und Wirken
Digeon von Monteton entstammte einer hugenottischen Familie. Seine direkten Vorfahren gehen auf ein von 1464 bis 1481 mehrfach erwähntes französisches Adelsgeschlecht Dijon de Monteton zurück. Henri Digeon Baron de Monteton, Seigneur de Passac, verließ 1700 seine südfranzösische Heimat und kam nach Preußen, wo er das Rittergut Priort nördlich von Potsdam ankaufte und 1745 Oberst wurde. Dessen Neffe Johann Ludwig Digeon von Monteton (1762–1840) und seine Frau Wilhelmine von Byern-Parchen (1772–1809) sind die Eltern des Friedrich Karl August Digeon von Monteton. Friedrichs eigene Laufbahn begann als Zögling auf der Ritterakademie Brandenburg, dort war auch sein jüngerer Bruder Wilhelm (1788–1844) Schüler. Dann studierte Friedrich in Frankfurt (Oder) und in Halle (Saale), bis 1806. Im gleichen Jahr wurde er Gutsherr von Priort, westlich von Berlin gelegen, als Nachfolger seines Vaters und war zeitgleich Sekondeleutnant in der Preußischen Armee. 1813 erfolgte die Beförderung zum Major.
Nach Übergang in den zivilen preußischen Verwaltungsdienst wurde er Regierungsrat. Er war Haupt-Ritterschaftsdirektor für die märkische Ritterschaft und Domherr des Domstifts zu Brandenburg. Von 1856 bis 1865 war er Kurator der Brandenburger Ritterakademie. Dies wurde auch am 22. September des Jahres 1856 vom König bestätigt.
Seit 1840 Inhaber des Königlich Preußischen St. Johanniter-Orden, war er mit der Wiederherstellung des Johanniterorden 1852 Ehrenritter und Mitglied der Brandenburgischen Provinzialgenossenschaft des Ordens. Ständiger Wohnsitz war seit 1856 Berlin.
Zum 1. Februar 1858 erfolgte durch Allerhöchsten Erlass mit Eintritt am 16. Februar die Berufung in das Preußische Herrenhaus, in seiner Eigenschaft als Vertreter des Domstifts Brandenburg. Dort sprach Monteton auch persönlich vor und trat für die Rechte der Akademie ein. In der Aula der Ritterakademie befand sich nachweislich 1871 ein Wappen des Friedrich Digeon von Monteton.
Die preußische Bestätigung zur Führung des Freiherrentitels kam zu Berlin am 6. Oktober 1820. Seine eigene Familienlinie führte aber den gleichgestellten Baronstitel. 1815 ehelichte der Baron Antoinette von Bredow-Bredow (1799–1881). Aus der Beziehung stammen die Söhne Hellmuth (1823–1900), er übernahm nachfolgend das Erbe Gut Priort, und Adolf (1830–1876), der mit seiner eigenen Familie als Hauptmann a. D. auf dem Gut Groß Salze bei Calbe lebte.
Die Dorfkirche Priort mit bis heute bestehender Familiengrabstätte geht als Stiftung auf die Patronatsfamilie Digeon von Monteton zurück. Der gleichnamige spätere Generalmajor Friedrich Digeon von Monteton (1858–1934) ist ein Enkel des Domherrn und Rates.

## Werke
- Anleitungen zu landwirthschaftlichen Veranschlagungen im Ressort d. Kgl. Preuß. Gen.-Kommission, mit besonderer Rücksicht auf die Kurmark Brandenburg, Nauck, Berlin 1838. (Folge).[12]